# Wola Mikorska
Wola Mikorska is een dorp in het Poolse woiwodschap Łódź, in het district Bełchatowski. De plaats maakt deel uit van de gemeente Bełchatów en telt 210 inwoners.